# Haysville (Kansas)
Haysville es una ciudad ubicada en el condado de Sedgwick en el estado estadounidense de Kansas. En el año 2010 tenía una población de 10826 habitantes y una densidad poblacional de 1.189,67 personas por km².

## Geografía
Haysville se encuentra ubicada en las coordenadas 37°33′50″N 97°21′11″O / 37.56389, -97.35306 (37.563787, -97.353044).

## Demografía
Según la Oficina del Censo en 2000 los ingresos medios por hogar en la localidad eran de $46,667 y los ingresos medios por familia eran $50,118. Los hombres tenían unos ingresos medios de $37,626 frente a los $23,681 para las mujeres. La renta per cápita para la localidad era de $18,484. Alrededor del 14.4% de la población estaban por debajo del umbral de pobreza.